# Вашица
Вашица је насеље у Србији у општини Шид у Сремском округу. Према попису из 2022. било је 1211 становника.
Овде се налазе Црква Светог великомученика Георгија у Вашици, Римокатоличка црква Светог Ивана Крститеља у Вашици и археолошки локалитет Градина на Босуту.

## Демографија
Рудолф Хорват је записао да су се новодосељени (од 1880) Словаци католици у овом месту похрватили.
У насељу Вашица живи 1389 пунолетних становника, а просечна старост становништва износи 41,5 година (39,9 код мушкараца и 43,0 код жена). У насељу има 548 домаћинстава, а просечан број чланова по домаћинству је 3,13.
Ово насеље је углавном насељено Србима (према попису из 2002. године).
|  |

| Демографија | Демографија | Демографија |
| Година      | Становника  | Становника  |
| ----------- | ----------- | ----------- |
| 1948.       | 2.065       |             |
| 1953.       | 2.158       |             |
| 1961.       | 2.163       |             |
| 1971.       | 1.963       |             |
| 1981.       | 1.740       |             |
| 1991.       | 1.636       | 1.632       |
| 2002.       | 1.717       | 1.758       |

| Етнички састав према попису из 2002.‍ | Етнички састав према попису из 2002.‍ | Етнички састав према попису из 2002.‍ | Етнички састав према попису из 2002.‍ | Етнички састав према попису из 2002.‍ |
| ------------------------------------ | ------------------------------------ | ------------------------------------ | ------------------------------------ | ------------------------------------ |
|                                      |                                      |                                      |                                      |                                      |
| Срби                                 | Срби                                 |                                      | 1.480                                | 86,19%                               |
| Хрвати                               | Хрвати                               |                                      | 124                                  | 7,22%                                |
| Југословени                          | Југословени                          |                                      | 40                                   | 2,32%                                |
| Словаци                              | Словаци                              |                                      | 24                                   | 1,39%                                |
| Русини                               | Русини                               |                                      | 13                                   | 0,75%                                |
| Мађари                               | Мађари                               |                                      | 2                                    | 0,11%                                |
| Словенци                             | Словенци                             |                                      | 1                                    | 0,05%                                |
| Румуни                               | Румуни                               |                                      | 1                                    | 0,05%                                |
| Немци                                | Немци                                |                                      | 1                                    | 0,05%                                |
| непознато                            | непознато                            |                                      | 28                                   | 1,63%                                |

| Година пописа     | 1948. | 1953. | 1961. | 1971. | 1981. | 1991. | 2002. |
| ----------------- | ----- | ----- | ----- | ----- | ----- | ----- | ----- |
| Број домаћинстава | 520   | 561   | 570   | 556   | 534   | 508   | 548   |

| Број чланова      | 1   | 2   | 3  | 4   | 5  | 6  | 7 | 8 | 9 | 10 и више | Просек |
| ----------------- | --- | --- | -- | --- | -- | -- | - | - | - | --------- | ------ |
| Број домаћинстава | 108 | 127 | 92 | 102 | 60 | 49 | 6 | 3 | 0 | 1         | 3,13   |

| Пол    | Укупно | Неожењен/Неудата | Ожењен/Удата | Удовац/Удовица | Разведен/Разведена | Непознато |
| ------ | ------ | ---------------- | ------------ | -------------- | ------------------ | --------- |
| Мушки  | 719    | 212              | 458          | 28             | 12                 | 9         |
| Женски | 754    | 126              | 460          | 158            | 8                  | 2         |
| УКУПНО | 1.473  | 338              | 918          | 186            | 20                 | 11        |

| Пол    | Укупно                    | Пољопривреда, лов и шумарство | Рибарство                            | Вађење руде и камена | Прерађивачка индустрија       |
| ------ | ------------------------- | ----------------------------- | ------------------------------------ | -------------------- | ----------------------------- |
| Мушки  | 347                       | 155                           | 0                                    | 0                    | 66                            |
| Женски | 181                       | 95                            | 0                                    | 0                    | 14                            |
| УКУПНО | 528                       | 250                           | 0                                    | 0                    | 80                            |
| Пол    | Производња и снабдевање   | Грађевинарство                | Трговина                             | Хотели и ресторани   | Саобраћај, складиштење и везе |
| Мушки  | 5                         | 19                            | 18                                   | 2                    | 27                            |
| Женски | 2                         | 0                             | 27                                   | 4                    | 4                             |
| УКУПНО | 7                         | 19                            | 45                                   | 6                    | 31                            |
| Пол    | Финансијско посредовање   | Некретнине                    | Државна управа и одбрана             | Образовање           | Здравствени и социјални рад   |
| Мушки  | 2                         | 0                             | 13                                   | 5                    | 7                             |
| Женски | 1                         | 0                             | 7                                    | 10                   | 10                            |
| УКУПНО | 3                         | 0                             | 20                                   | 15                   | 17                            |
| Пол    | Остале услужне активности | Приватна домаћинства          | Екстериторијалне организације и тела | Непознато            | Непознато                     |
| Мушки  | 5                         | 0                             | 0                                    | 23                   | 23                            |
| Женски | 3                         | 0                             | 0                                    | 4                    | 4                             |
| УКУПНО | 8                         | 0                             | 0                                    | 27                   | 27                            |